# Leucobryum subchlorophyllosum
Leucobryum subchlorophyllosum là một loài rêu trong họ Dicranaceae. Loài này được Hampe mô tả khoa học đầu tiên năm 1876.